# فردونیا (آریزونا)
فردونیا (به انگلیسی: Fredonia) شهری در شهرستان ایالت آریزونا است که در سرشماری سال ۲۰۱۰ میلادی، ۱٬۳۱۴ نفر جمعیت داشته است. فردونیا، به‌طور رسمی در تاریخ ۱۹۵۶ میلادی به‌عنوان یک شهر شناخته شد.